# Константиновка (Мордовия)
Константиновка — село, центр сельской администрации в Ромодановском районе. Население 397 чел. (2001), в основном русские.
Расположено в долине Инсара, в 5 км от районного центра и 7 км от железнодорожной станции Красный Узел. Название-антропоним: по имени одного из владельцев села Пановых, служилых людей на Атемарской засечной черте. В «Списке населённых мест Пензенской губернии» (1869) Константиновка — село владельческое из 91 двора (644 чел.) Саранского уезда. В начале 20 в. в селе функционировала церковно-приходская школа.
В 1930 был образован колхоз им. Сталина, с 1949 г. — укрупнённый, с 1996 г. — СХПК «Заветы Ильича». В современном селе имеются средняя школа, Дом культуры, фельдшерско-акушерский пункт.
Константиновка — родина Героя Советского Союза В. Б. Миронова, участника Парада Победы в Москве (1945) В. З. Калинкина. В Константиновскую сельскую администрацию входят д. Ивановка (163 чел.) и Каменка (48 чел.; родина заслуженного строителя РСФСР С. П. Неверова).

## Источник
- Энциклопедия Мордовия, М. С. Волкова.